# 德爾特約爾
德爾特約爾是土耳其的城市，由哈塔伊省負責管轄，位於該國南部地中海沿岸，距離伊斯肯德倫26公里，海拔高度57米，主要經濟活動有林業、種植棉花和柑橘，2004年人口70,856。

## 外部連結
- photos of Dörtyol （页面存档备份，存于）

36°50′43″N 36°13′22″E / 36.8453°N 36.2228°E